# 瀬戸内工業地域
瀬戸内工業地域（せとうちこうぎょうちいき）は、中国・四国地方の瀬戸内海沿岸に広がる工業地域。
製造品出荷額の割合では、化学物質の割合が多いのが特徴。太平洋ベルトに属しており、日本の各工業地帯・地域の出荷額順位では、中京工業地帯、阪神工業地帯に次ぐ第3位となっている。

## 概要
瀬戸内海の水運を始めとして交通が便利なこと、沿岸の埋立により工業用地が得やすいこと、内海のため波が穏やかであること等を背景として、第二次世界大戦後に急速に発達した。
伝統的な造船業・繊維工業の他、周南市・岩国市・新居浜市・倉敷市の水島地区に石油化学コンビナート、水島・福山市に製鉄所が進出し、重化学工業が発達した。愛媛県新居浜市にあった別子銅山は、旧住友財閥（住友グループ）の発祥の地であり、新居浜市は現在でも住友グループの企業城下町である。
主要な工業都市に岡山県倉敷市、広島県広島市・福山市・呉市、山口県周南市・宇部市・下関市・岩国市、愛媛県新居浜市・今治市などがある。特に倉敷市は日本有数の製造品出荷額を誇る工業都市である。山口県の宇部市から下関市は北九州工業地域に含める場合もある。

## 各都市の特色
広島県
- 福山市 - 鉄鋼（JFEスチール）・電子、繊維（デニム）
- 広島市・府中町 - 自動車（マツダ）
- 三原市 - 繊維・印刷機械・電子部品・鉄道車両
- 竹原市 - 金属精錬・食品
- 呉市 - 造船・鉄鋼・製紙
- 大竹市 - 石油化学コンビナート・製紙

岡山県
- 倉敷市
  - 水島・玉島地区 - 火力発電所、化学繊維、石油科学コンビナート鉄鋼、自動車（三菱自動車工業）、造船　→水島臨海工業地帯
  - 主に児島地区 - 繊維（デニム）
- 岡山市 - 化学繊維
- 玉野市 - 造船

山口県
- 岩国市 - 石油化学

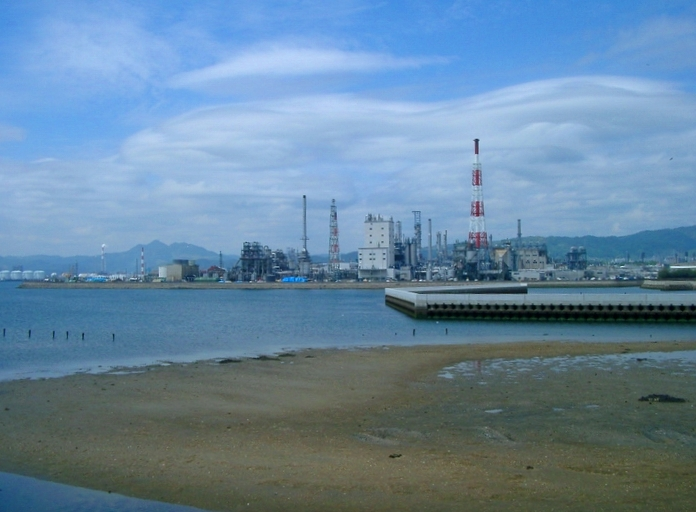
周南市の工場群

- 周南市 - 石油化学コンビナート（徳山地区）
- 下松市 - 石油、機械、鉄鋼、鉄道車両（日立製作所笠戸事業所）、造船（新笠戸ドック）
- 光市 - 鉄鋼・薬品
- 宇部市・山陽小野田市 - 化学・セメント（UBE）
- 下関市 - 造船（三菱重工業下関造船所）・非鉄金属（神戸製鋼所、丸一ステンレス鋼管）・タイヤ（ブリヂストン）・食品（日清食品、マルハニチロ）・機械・化学（下関三井化学）
- 防府市 - 自動車

香川県
- 観音寺市 - 衛生用品
- 坂出市 - 化学コンビナート、造船、石油、火力発電所
- 丸亀市 - 造船

愛媛県
- 今治市 - 造船（今治造船）、繊維（今治タオル）、食品
- 新居浜市 - 金属（住友金属鉱山）、石油化学コンビナート（住友化学）
- 四国中央市 - 製紙・パルプ（大王製紙）
- 西条市 - 電子部品、金属（日本製鉄）、造船
- 松山市 - 化学繊維、機械（ボイラー、農業用機械）